# Jean-Marie Larrieu
Jean-Marie Larrieu (Lourdes, 8 de abril de 1965) es un director y guionista francés. Ha dirigido once películas desde 1987. Su película Pintar o hacer el amor entró en la sección oficial del Festival Internacional de Cine de Cannes de 2005. Es hermanos del también director Arnaud Larrieu.

## Filmografía
- Court voyage (corto) (1987)
- Les Baigneurs (corto) (1991)
- Ce jour-là (documental) (1992)
- Summer's End (1999)
- La brèche de Roland (2000)
- Madonna à Lourdes (2001)
- Un homme, un vrai (2003)
- Pintar o hacer el amor (Peindre ou faire l'amour) (2003)
- Les Fenêtres sont ouvertes (2005)
- Le Voyage aux Pyrénées (2008)
- Los últimos días del mundo (Les derniers jours du monde) (2009)
- El amor es un crimen perfecto (L'amour est un crime parfait) (2013)
- 21 noches con Pattie (Vingt et une nuits avec Pattie) (2015)
- La historia de Jim (Le Roman de Jim) (2024)

## Premios y distinciones
Festival Internacional de Cine de San Sebastián
| Año  | Categoría                        | Película             | Resultado |
| ---- | -------------------------------- | -------------------- | --------- |
| 2015 | Premio del jurado al mejor guion | 21 noches con Pattie | Ganador   |